# Делфунесо, Нейтан
Не́йтан Абайо́ми Делфуне́со (англ. Nathan Abayomi Delfouneso; 2 февраля 1991, Бирмингем) — английский футболист, нападающий.

## Клубная карьера
Нейтан является выпускником молодёжной академии «Астон Виллы», за которую выступал с сезона 2006/07. За дубль «Астон Виллы» он дебютировал в марте 2007 года, всего через месяц после того, как ему исполнилось 16 лет. В октябре того же года Дельфунесо отметился первым забитым мячом в карьере. Гол был забит в ворота дубля «Рединга». В феврале 2008 года Нейтан подписал свой первый в жизни профессиональный контракт с «Астон Виллой», а также решил, что будет выходить на поле под 14-м номером. Спустя некоторое время французский журнал Onze Mondial высказал предположение о том, что выбор четырнадцатого номера футболистом связан с огромной любовью Нейтана к игре Тьерри Анри. К концу сезона 2007/08 Нейтан забил 22 гола в 41 встрече за академию «Астон Виллы».
Дебютировать за главную команду львов Дельфунесо удалось 14 августа 2008 года в гостевой встрече Кубка УЕФА против исландского клуба «Хабнарфьордюр». Таким образом, Нейтан стал самым молодым футболистом, который когда-либо выходил на поле в составе «Астон Виллы» в еврокубковых матчах. Его возраст на момент начала встречи составлял 17 лет и 195 дней. Первый мяч за «Астон Виллу» Нейтану удалось забить 4 декабря 2008 года в матче Кубка УЕФА против словацкой «Жилины». Ту встречу игрок начал в основном составе и уже на 30 минуте открыл счёт своим голам за львов. Через две недели Дельфунесо вновь вышел на поле в составе «Астон Виллы» во встрече против немецкого «Гамбурга» и сумел забить единственный гол львов в той встрече.
Первое появление Нейтана на внутренней арене состоялось 4 января 2009 года в матче Кубка Англии против «Джиллингема». Спустя месяц Дельфунесо удалось отличиться за львов в переигровке кубкового матча против «Донкастера». После той встречи игрок получил похвалу главного тренера «Астон Виллы» Мартина О’Нила.
16 февраля 2009 года появилось сообщение о том, что главный тренер «Кристал Пэлас» Нил Уорнок заинтересован в услугах футболиста и хотел бы пригласить его в свою команду на правах аренды. Однако тренер Виллы Мартин О’Нил заявил, что шансы перехода Дельфунесо в стан орлов равны нулю.
Дебют Нейтана в Премьер-лиге состоялся 15 марта 2009 года во встрече против «Тоттенхэм Хотспур» когда игрок вышел на замену во втором тайме вместо Габриэля Агбонлахора.
13 мая 2009 года игрок получил две награды, в номинациях «Лучший молодой игрок „Астон Виллы“ сезона 2008/09» и «Лучший молодой игрок „Астон Виллы“ сезона 2008/09 по версии болельщиков львов», на ежегодной церемонии награждения игроков «Астон Виллы», проходящей в конце сезона.
6 ноября 2009 года Нейтан продлил контракт с «Астон Виллой» до 2012 года.
2 января 2010 года Дельфунесо вышел в стартовом составе «Астон Виллы» в матче Кубка Англии против «Блэкберн Роверс». В той встрече игрок забил гол и тем самым помог львам победить «Блэкберн» со счётом 3:1. Вскоре после игры тогдашний тренер «Астон Виллы» Мартин О’Ни] признался, что многие клубы хотят заполучить в аренду его молодых футболистов: Марка Олбрайтона, Нейтана Делфунесо и Кертиса Дэвиса. Тем не менее он продолжал утверждать, что отдавать молодых талантов в аренду не собирается.
Первый мяч за львов в Премьер-лиге Нейтану удалось забить 18 апреля 2010 года в гостевой встрече против «Портсмута».
16 августа 2016 года подписал контракт с клубом «Суиндон Таун».

## Карьера в сборной
За свою карьеру Нейтан успел сыграть большое количество матчей за сборную Англии различных возрастов.
22 февраля 2010 года Делфунесо получил свой первый вызов в молодёжную сборную Англии. 3 марта 2010 года футболист забил первый мяч за молодёжную команду в своей дебютной встрече.
Летом 2010 года Нейтан был включён в список игроков, вызванных на юношеский чемпионат Европы. Вместе с молодёжной командой Англии он сумел добраться до полуфинала того турнира, где англичане проиграли команде Франции.

## Достижения
Сборная Англии (до 19 лет)
- Серебряный призёр юношеского чемпионата Европы (до 19): 2009

## Клубная статистика
| Клуб                   | Сезон                  | Чемпионат | Чемпионат | Кубок | Кубок | Кубок Лиги | Кубок Лиги | Кубок УЕФА | Кубок УЕФА | Итого | Итого |
| Клуб                   | Сезон                  | Игры      | Голы      | Игры  | Голы  | Игры       | Голы       | Игры       | Голы       | Игры  | Голы  |
| ---------------------- | ---------------------- | --------- | --------- | ----- | ----- | ---------- | ---------- | ---------- | ---------- | ----- | ----- |
| Астон Вилла            | 2008/09                | 4         | 0         | 3     | 1     | —          | —          | 5          | 2 89       | 3     |       |
| Астон Вилла            | 2009/10                | 9         | 1         | 3     | 2     | 1          | 0          | —          | —          | 13    | 3     |
| Астон Вилла            | 2010/11                | 5         | 1         | —     | —     | 1          | 0          | 1          | 0          | 7     | 1     |
| Всего за «Астон Виллу» | Всего за «Астон Виллу» | 18        | 2         | 6     | 3     | 2          | 0          | 6          | 2          | 32    | 7     |
| Всего за карьеру       | Всего за карьеру       | 18        | 2         | 6     | 3     | 2          | 0          | 6          | 2          | 32    | 21    |

(откорректировано по состоянию на 6 января 2011)